# Малострумове реле
Малострумове реле — реле з малим струмом.
Малострумові реле класифікуються за рядом ознак:
- За принципом дії - нейтральні, поляризовані.
- За числом комутаційних положень - двохпозиційні, трьохпозиційні.
- За родом керуючого струму - постійного чи змінного струму.
- За родом керуючого струму - постійного, змінного промислової частоти, високої частоти, пульсуючого струму.
- За числом початкових станів - одностабільні, двохстабільні.
- За числом обмоток - з одною, двома чи більшим числом обмоток.
- За числом контактів та контактних груп - з одною контактною групою, з двома чи більшим числом контактних груп.
- За видом контактів - з замикаючими, розмикаючими чи перемикаючими контактами, з поєднанням розмикаючих, замикаючих та перемикаючих контактів.
- За часом дії - нормальнодіючі, з зповільненням, швидкодіючі.
- За принципом дії - електромеханічні, електростатичні. електромеханічні - електромагнітні, герконові, електротеплові реле часу. Електростатичні - електронні реле часу. Електромагнітні герконові реле класифікуються на нейтральні, поляризовані, високочастотні.
- По виду руху якоря: електромеханічні реле - клапанного типу, соленоїдного типу, з поворотним якорем, з магнітокеруючими контактами, з нагрівальним елементом, електростатичні реле - електронні з контактним виходом.
- За конструктивним виконанням - герметичні, негерметичні, відкриті, пилобризгозахищені, з герметизованими контактами, герконові.